# Hetaeria affinis
Hetaeria affinis là một loài thực vật có hoa trong họ Lan. Loài này được (Griff.) Seidenf. & Ormerod mô tả khoa học đầu tiên năm 2001.